# Łukasz Dziedzic (grafik)

Krój „Lato”

Łukasz Dziedzic (ur. 1967 w Warszawie) – polski grafik i typograf.
W dziedzinie grafiki jest samoukiem, nie ma specjalistycznego wykształcenia. 
Pracował jako dźwiękowiec i aktor w młodzieżowym zespole teatralnym, wokalista i gitarzysta basowy w zespole „Duński Jazz”, był pomocnikiem cieśli przy renowacji średniowiecznych kościołów i programistą w urzędzie patentowym. W latach 90. XX wieku był pracownikiem działu graficznego „Gazety Wyborczej”, współpracował przy tworzeniu makiety gazety i jej weekendowego magazynu, do którego zaprojektował swój pierwszy krój pisma. Następnie pracował w kilku wydawnictwach w Warszawie, m.in. w Axel Springer Polska, projektując makiety gazet i magazynów. W 2007 założył własne studio graficzne tyPoland. 
Zaprojektował kilkanaście krojów pisma, m.in. FF Clan, FF Good (stanowiący największą rodzinę krojów na świecie), FF Mach, FF More i FF Pitu. Jest autorem logotypu Empiku i kroju używanego w jego identyfikacji wizualnej, logotypu sieci odzieżowej Reserved i wody Nałęczowianka. W 2010 zaprojektował bezszeryfowy krój Lato, który został opublikowany na wolnej licencji i stał się jednym z najczęściej używanych krojów w internecie.